# Пијаце у Лесковцу
У Лесковцу је до Другог светског рата постојало неколико општих и специјализованих пијаца.

## Историја
Главни пијац налазио се на тадашњем главном тргу (данас простор око Споменика палима за отаџбину). Ово није била уређена пијаца, али су људи корстили простор трга како би продавали воће и поврће које је разбацано лежало на калдрми и гомилама или у корпама и џаковима. Ова пијаца заузимала је трг и ометала саобраћај све до октобра 1929. године када је наредбом Начелства она уклоњена. У наредби је писало: "Простор око споменика као и простор испод Кољњвићеве апотеке мора бити потпуно слободан за пролаз кола као две најважније раскрснице центра."
Друга слична пијаца налазила се на проширењу испред палате "Калодерма" данашњег Културног центра, и на њој се роба износила и продавала на исти начин као и на главној пијаци.
Поред општих пијаца у Лесковцу је постојало и неколико специјализованих пијаца: дрвена, кудељена, житна и марвена пијаца.
Дрвени пијац налазила се на месту данашњег Ватрогасног дома и на њој се вршила продаја дрва, греда, даски, ћумура, сена и сламе.
Кудељен пијац се налазила на тргу испред данашње Поште и била је позната под именом Арнаут пијац због великог броја Арнаута из Јабланице који су је посећивали. На овој пијаци се продавала кудеља и производи од кудеље који су дуго времена били главни извнозни адути Лесковца и она је имала вагу за мерење робе.
Житни пијац, која је такође имала вагу, налазила се на простору данашњег Масариковог трга, испред зграде Радио Лесковца. Она овој пијаци продавало се жито, брашно, јарма, разно семење и грожђе за кљук.
Последња пијаца била је Марвени пијац (говеђа) која је уједно била и прва и једина права пијаца са површином намењеном искључиво трговини. Налазила се на месту данашње Зелене пијаце у Улици Јужноморавских бригада.